# Fabrice Giger
Fabrice Giger, född 7 januari 1965 i Genève Schweiz, fransk producent och redaktör. Vid 23 års ålder, 1988, köpte han det franska serieförlaget Les Humanoïdes Associés vilket han moderniserade.
Han har ett stort intresse för tecknade serier, men det har genom åren mer och mer överskuggats av hans intresse för animerad film. 1998 startade han animationsstudion Sparx - vilket bland annat har lett till att han 2000 fick en Emmy Award som producent för den animerade serien Rolie Polie Olie.
I dag har han lämnat posten som styrelseordförnade för Les Humanoïdes Associés och ägnar sig mest åt animerad film, bland annat The Zombies that Ate the World, som bygger på en serie publicerad i Métal Hurlant av Guy Davis (bild) och Jerry Frissen (manus). Han bor i dag i Los Angeles.
 Artikeln var, i den version den hade den 14 juli 2006, helt eller delvis hämtad från Seriewikin (hos Seriefrämjandet): Fabrice Giger